# Жилины
Жилины — русские дворянские роды́.
Два из них восходят к XVII веку. Один из них происходит от Ивана Герасимовича, испомещенного (1624), потомство которого внесено в VI часть родословной книги Калужской губернии.
Родоначальник другого, Сергей Фёдорович, испомещен (1684). Потомство его внесено в VI часть родословных книг Курской и Нижегородской губерний.
Остальные пять родов Жилиных более позднего происхождения.

## Описание гербов

#### Герб Жилиных 1785 г.
В Гербовнике Анисима Титовича Князева 1785 года имеется печать с гербом Петра Ефимовича Жилина: в серебряном поле щита, вертикально, изображена серая стрела, остриём вверх. С правой стороны от стрелы, серый ключ, бородкой вверх. Слева от стрелы, серая сабля, остриём вверх, а над ней серебряный полумесяц, рогами вправо. Щит увенчан дворянской короной (дворянских шлем отсутствует). Цветовая гамма намёта не определена.

#### Диплом 1845 г.
Герб Григория Жилина, действительного статского советника, в 1845 г. жалованного дипломом на потомственное дворянское достоинство.
Щит с золотой каймой поделен горизонтально. Верхняя часть поделена вертикально. В правом красном поле золотая восьмиконечная звезда, во втором голубом поле журавль вправо держит в правой лапе камень. Внизу в серебряном поле выбегающий вправо из леса олень.
Щит увенчан дворянским коронованным шлемом. Нашлемник — три страусовых пера. Намёт голубой, подложен серебром.

## Известные представители
- Жилины: Сергей и Леонтий Фёдоровичи — московские дворяне в 1692 г.
- Жилин Перфилий Никитич — стольник в 1692 г.
- Жилин Федор Фёдорович — стольник в 1690—1692 г[3].